# Gedo (catch)
Keiji Takayama (高山 圭司, Takayama Keiji), né le 20 février 1969 à Musashimurayama, Tokyo, Japon est un catcheur japonais, qui est principalement connu pour son travail à la New Japan Pro Wrestling.

## Carrière

### New Japan Pro Wrestling(2001–...)

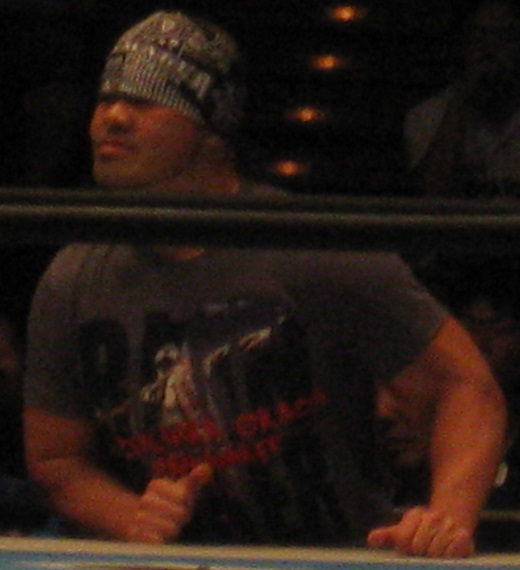
Gedo en Septembre 2013

Le 13 novembre 2010, Jado et Gedo reviennent au sommet de la division junior par équipe en battant leurs alliés du groupe Chaos, Davey Richards et Rocky Romero en finale du tournoi Super J Tag League 2010. Ainsi, Gedo et Jado reçoivent un match pour les IWGP Junior Heavyweight Tag Team Championship, lors d'un show de la Dramatic Dream Team (DDT) le 26 décembre 2010, où ils sont battus par les champions en titre, les Golden☆Lovers (Kenny Omega et Kōta Ibushi).
Tout en étant fortement impliqué au niveau du booking de la fédération, Gedo reste proéminent en étant le manager de Kazuchika Okada.  
Le 5 juillet 2013, il reçoit son premier match de championnat pour le IWGP Junior Heavyweight Championship en près de 10 ans, tentant d'empêcher Prince Devitt de remporter un match pour le IWGP Heavyweight Championship de Kazuchika Okada, il perd cependant le match, Devitt obtient donc son match contre Okada. 

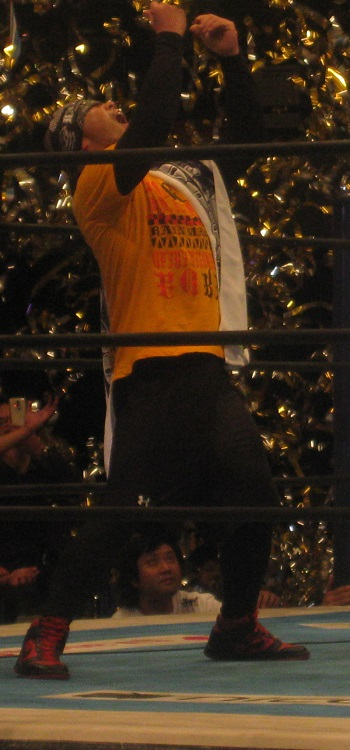
Gedo célébrant la victoire de Kazuchika Okada lors de Power Struggle 2013

Lors de Global Wars (2014), un évènement organisé en collaboration avec la NJPW, lui et Kazuchika Okada perdent contre Bullet Club (A.J. Styles et Karl Anderson). Le 12 juin 2016, lui et Jado perdent contre Atsushi Kotoge et Daisuke Harada dans un three-way match qui incluaient également Suzuki-gun (Taichi et Taka Michinoku) et ne remportent pas les GHC Junior Heavyweight Tag Team Championship de la Pro Wrestling Noah. Le 8 octobre, ils battent Atsushi Kotoge et Daisuke Harada et remportent les GHC Junior Heavyweight Tag Team Championship.

#### Manager de Jay White etBullet Club(2018-2023)
Lors de King of Pro-Wrestling 2018, après la défaite de Jay White contre Hiroshi Tanahashi, ils attaquent ce dernier après le match, ils sont rejoints par Jado et le Bullet Club OG et attaquent avec ces derniers Kazuchika Okada qui était venu prendre la défense de Tanahashi et rejoignent le Bullet Club.
Lors de Wrestle Kingdom 17 In Yokohama Arena, lui, El Phantasmo, Naomichi Marufuji et KENTA perdent contre Hiroshi Tanahashi, Satoshi Kojima, Takashi Sugiura et Toru Yano.

## Palmarès
- Big Japan Pro Wrestling
  - 1 fois BJW Tag Team Championship avec Jado[9]

- Frontier Martial-Arts Wrestling / World Entertainment Wrestling
  - 1 fois FMW Brass Knuckles Tag Team Championship avec Koji Nakagawa
  - 1 fois WEW Hardcore Tag Team Championship avec Jado[10]
  - 5 fois WEW 6-Man Tag Team Championship avec Kodo Fuyuki et Koji Nakagawa (1), Koji Nakagawa et Jado (2), Jado et Kaori Nakayama (1), et Jado et Masato Tanaka (1)[11]

- New Japan Pro Wrestling
  - 4 fois IWGP Junior Heavyweight Tag Team Championship avec Jado
  - DREAM* Win Jr. Tag Team Tournament (2002) avec El Samurai
  - Super J Tag League (2010) avec Jado

- Pro Wrestling NOAH
  - 1 fois GHC Junior Heavyweight Tag Team Championship avec Jado

- Toryumon X
  - 1 fois UWA World Trios Championship avec Jado et Katsushi Takemura[12]

## Récompenses des magazines
- Pro Wrestling Illustrated

| Année       | 2000 | 2001       | 2002 | 2003 | 2004 | 2005 | 2006 | 2007 | 2008 à 2010 | 2011 |
| ----------- | ---- | ---------- | ---- | ---- | ---- | ---- | ---- | ---- | ----------- | ---- |
| scope="row" | 171  | 146        | 154  | 264  | 252  | 181  | 121  | 202  | Non classé  | 243  |
| Année       | 2012 | 2013       | 2014 | 2015 | 2016 | 2017 |      |      |             |      |
| Rang        | 250  | Non classé | 146  | 233  | 399  | 288  |      |      |             |      |